# Змішаний режим покладу
Змішаний режим покладу (рос. смешанный режим залежи, англ. combined drive; нім. kombiniertes Regime n des Lagers n) — при нафтовидобуванні — режим, при якому приплив нафти до вибоїв видобувних свердловин зумовлений поєднанням дек. видів пластової енергії, кожен з яких суттєво впливає на процес розробки. Різні режими можуть або одночасно проявлятися в різних частинах покладу, або поступово змінювати один одного. Широке застосування отримали З.р.п., основані на поєднанні водонапірного режиму з іншими — неводонапірними, які мають підлегле значення. Застосовується поєднання також інших режимів. Є, наприклад, поклади, експлуатація яких здійснюється при поєднанні газонапірного режиму і режиму розчиненого газу. Процес розробки такого покладу характеризується тим, що при жорсткому газонапірному режимі завжди, а при пружнонапірному тільки при наявності достатніх запасів вільного газу нафта під впливом газової шапки зрештою витісняється до зовнішнього контуру нафтоносності.